# Геополітика
Геополітика (від дав.-гр. γη — земля + πολιτική — мистецтво управління державою) — політологічна концепція, що вбачає в політиці засадничу, визначальну роль географічних факторів: просторове розташування країни, розмір території, наявність або відсутність, обмеженість природних ресурсів, кількість населення. Існує класична геополітика та критична (постмодерна).

## Погляди на сутність геополітики
Геополітика — наука, яка розглядає вплив географічних чинників на внутрішню й особливо зовнішню політику держав і націй.
Однак таке тлумачення вже не є актуальним. На сьогодні є цілий ряд наукових шкіл, які по-своєму трактують цей термін. Різні розуміння сутності геополітики можна об'єднати у 2 групи: 1) традиційне (класичне), 2) сучасне (розширене).
Геополітика це мистецтво і практика використання політичної влади над певною територією. Традиційно, цей термін застосовувався в основному в плані впливу географії на політику, але його використання розвинулася за останні сто років достатньо, щоб охопити ширший зміст.
У наукових колах, вивчення геополітики припускає аналіз географії, історії та суспільних наук з урахуванням просторової політики і моделей на різних рівнях (від рівня держави на міжнародному).
Геополітика — це цілеспрямована діяльність суб'єкта міжнародних відносин у контексті всього спектра зовнішніх і внутрішніх факторів, що дають змогу цьому суб'єкту здійснювати контроль над простором із метою реалізації своїх життєво важливих інтересів.[джерело?]
Геополітика — це одна з галузей зовнішньої політики. Вона поділяється на ряд окремих підгалузей.
Політика балансу сил — запобігання домінування в міжнародній системі одного, або групи держав. Отто фон Бісмарк з цього приводу висловився надзвичайно вдало: «Вся політика може бути зведена до формули — постарайся бути серед трьох у світі, де править крихкий баланс п'яти держав. Це єдиний справжній захист проти формування ворожих коаліцій».
Розрізняють традиційну геополітику, нову геополітику (геоекономіку) і новітню геополітику (геофілософію).
Традиційна геополітика є «географічним розумом» держави; акцентує увагу на військово-політичну могутність держави і домінуючу роль географічних чинників у захопленні чужих територій.
Геоекономіка, на відміну від традиційної геополітики, робить акцент на економічній могутності держави.
Новітня геополітика, в якій домінує сила духу над військовою і економічною потужністю, сприяє подоланню традиційного географічного та економічного детермінізму завдяки розширенню базисних факторів, що визначають поведінку держав у міжнародних відносинах.

## Формування і розвиток
В історичному контексті геополітику розглядають як науку про вплив географічного середовища на політичне життя держав. «Цей напрям аналізу світових процесів бере початок з другої половини XIX століття»
«З цього часу можна вести мову про існування геополітики як науки, а саме: про формування предмета її дослідження, понятійно-категоріального апарату, кола інтересів та обширу закономірностей існування певної території як геополітичної реальності».
Формування геополітики у самостійний напрям політичних досліджень пов'язане з іменами Фрідріха Ратцеля та Рудольфа Челлена, який є автором терміна геополітика. Геополітика почала формуватися з початку XX століття в умовах швидкої інтернаціоналізації світових економічних процесів, виходу на світову арену США як провідної держави, національно-визвольних рухів в Азії, а потім і в Африці. Після першої світової війни (у 1922 році) у Німеччині був створений Інститут Геополітики. Геополітичні концепції німецької школи, яку очолював Карл Гаусгофер, а саме, «теорія життєвого простору» значним чином виправдовували німецьку агресію і розв'язання другої світової війни.
Геополітика постала як специфічна галузь знань, в якій обґрунтовується досягнення державами своїх цілей, забезпечення життєво важливих інтересів у зв'язку з ресурсами географічного середовища. Вона поєднала стратегічні інтереси держав з економіко-географічним вивченням ресурсного потенціалу територій.
У зв'язку зі змінами, що відбувалися у міжнародних відносинах та у світовій економіці після Другої світової війни (зокрема поява ядерної зброї, двополярність світу, національно-визвольні рухи, неоколоніалізм), формувалося ширше розуміння геополітики.
У США і Західній Європі в післявоєнний період геополітика набуває двох нових значень: як геостратегія у вирішенні конкретних зовнішньополітичних та військових завдань; як пояснення районування політичних процесів регіонального і глобального рівнів. На такій основі формувалась концепція стримування СРСР, «теорії доміно» для пояснення процесів у колишніх колоніях. Переважна більшість сучасних політологів визнають роль географічного чинника в політиці, але не вважають його вирішальним.
Геополітичні інтереси країн поширюються на міжнародні води світового океану, Антарктиду, космічний простір.
Наприкінці XX століття, у зв'язку з розпадом світової соціалістичної системи і її центра — СРСР та трансформацією двополярного світу у багатополюсний, а також з посиленням та стрімким розвитком інформатизації, предметне поле геополітики суттєво розширюється, охоплюючи новітні явища буття людства, зокрема вебресурси інформації та електронні засоби масової комунікації.

## Предмет вивчення
Основним об'єктом вивчення геополітики є геополітична структура світу, представлена безліччю територіальних моделей. Дослідження механізмів та форм контролю над територією — одна з основних задач геополітики. Історичним ядром геополітики виступає географія, метою якої насамперед є дослідження прямих і зворотних зв'язків між властивостями території і балансом (суперництвом або співпрацею) світових силових полів. Методологічним ядром геополітики при цьому є «моделювання» на загальнопланетарному рівні, хоча в складі цієї наукової дисципліни існують і регіональні, і локальні розділи, наприклад, дослідження меж, проблем спірних територій, міждержавних конфліктів і т. д. Проте, регіональні і локальні проблеми можуть успішно досліджуватися тільки в контексті зазначеного методологічного ядра, тобто від загального до конкретного.
У наукових колах геополітика передбачає географічний, історичний та соціологічний аналіз питань, пов'язаних з політикою і територіальними структурами на різних рівнях (від державного до міжнародного). При цьому розглядаються політичне, економічне і стратегічне значення географії, в залежності від місця розташування, розміру, функції та взаємовідносин місцевостей і ресурсів.
Один з провідних американських геополітиків, Збігнєв Бжезинський, зазначає, що геополітика є теорією позиційної гри на «світовій шахівниці».

## Основні геополітичні школи

### Східноєвропейська
У період Середньовіччя язичницька Східна Європа, Балтія та Балкани опинилися поміж двох потужних цивілізацій, що виникли на місці колишньої Римської імперії — латинської і візантійської. Рим та Константинополь направляли до варварських держав, у т.ч. до Руської держави, християнських місіонерів-проповідників. У 988 році князь Володимир Великий вирішив прийняти християнство із Константинополя, охрестив Русь та одружився із сестрою візантійського імператора (при цьому абетка, книжна мова та церковна література були запозичені із Болгарського царства). У ХІ-ХІІ ст. розпочався процес роздробленості Русі на фактично незалежні удільні князівства, які почали гуртуватись навколо нових політичних центрів та географічно-економічних зон. У ХІІІ ст. на руських землях знову відбулись активні міжцивілізаційні процеси. У 1240 році на Новгородську державу напали шведські (католицькі) лицарі. Також велися війни проти язичницьких князівств Балтії. Майже синхронно відбувається навала монголів на Причорномор'я — у 1240 р. Київ, сакральний та політичний центр Русі, впав, а більшість князівств стали залежними від Золотої Орди.
У вказаний період князі намагалися лавірувати між Сходом та Заходом, але врешті-решт відбулася стабілізація політичних векторів: північно-східні князі обрали орієнтацію на Золоту Орду (беруть активну участь у походах монголів аж до XV ст., укладають династичні шлюби з монгольською знаттю, переймають східні методи правління та правові аспекти і навіть придушують антимонгольські повстання власних підданих), а південно-західні — на Центрально-Східну Європу (укладають династичні шлюби із польською, литовською, угорською знаттю, вводять магдебурзьке право, співпрацюють із католицьким духовенством, використовують латинську мову у дипломатії).
У XV ст. відбувається криза Золотоординської держави і у кінці століття Московське князівство позбувається залежності від Орди та розпочинає власну експансію, перетворившись у царство, а пізніше — у імперію, фактично, замінивши попередню східну імперію. Поміж ВКЛ та Московською державою відбуваються запеклі війни. Остання активно претендує на спадщину Візантії та розвиває імперський проект, внаслідок чого на початку XVI cт. формує концепцію Третього Риму. У той же час відбулось завоювання Візантії турками-османами, внаслідок чого Східна Європа стала межею трьох цивілізацій — католицької, православної та мусульманської.
У XVIII ст. Східна Європа була поділена між Габсбурзькою імперією, Російською імперією та Османською імперією. Тобто територія сучасної України у Ранньомодерний період була місцем зіткнення трьох культур. Деякі російські імператори намагались впроваджувати реформи та реорганізувати власну державу на європейський манір, проте усі спроби були невдалими, та часто закінчувались вбивствами. Останній російський імператор Микола ІІ був убитий російськими революціонерами 1918 р., проте фактично одразу на тих самих територіях утворилась нова держава — Совєтський Союз.
У різні періоди існування Радянський Союз мав різну, часом двоїсту геополітичну політику і практику. Маючи на меті поширення у світі соціалізму в цілому і збільшення своєї території зокрема, довоєнний СРСР, з одного боку, не приєднав народно-революційні Монголію, Танну-Туву, Гілян, однак, з іншого боку, підтримав невдалу спробу утворення Китайської Радянської Республіки, а також розділив з нацистською Німеччиною Східну Європу згідно з пактом Молотова — Ріббентропа, окупувавши Польщу, Захід України і Білорусь, а також Балтію, Бессарабію, Північну Буковину та частину Фінляндії.
У ході Другої світової війни і одразу після неї СРСР різко зміцнив свій вплив у світі, заволодів кількома соціалістичними державами-сателітами («країнами народної демократії»), а також приєднав безпосередньо до себе деякі нові території — Східну Пруссію, невелику частину Північної Фінляндії, Закарпаття, Південний Сахалін і Курили, Танну-Туву. СРСР підтримував створення в Південній Європі «малого СРСР» з Болгарії, Югославії, Албанії Румунії та Греції.
У післявоєнний період визначилася неспроможність СРСР виграти заочне економічне змагання, довести власні внутрішні якісні переваги; його увага все частіше зосереджувалася на питаннях безпосереднього світового протиборства, на провокуванні будь-яких революційних рухів, що сприяли досягненню історичної, тобто остаточної ґлобальної перемоги. Створений Москвою соціалістичний табір був потужним чинником, що формував практично всю структуру світових військово-політичних відносин. У другій половині XX століття СРСР очолив другий з найпотужніших військово-політичних блоків ОВС. Радянська геополітика широко оперувала поняттями «світу капіталізму» і «світу соціалізму», що протистояли один одному.
Кремль сповідував первинно експансіоністську позаекономічну умоглядну ідею світової революції і використовував щонайменші можливості її штучного заохочення. Безумовно, у «холодної» війни, гонитви озброєнь та довготривалої міжнародної напруженості були два автори, дві діючі сторони, але, як ілюструє перебіг міжнародних подій, «першу роль» найчастіше грав комуністичний блок. Того ж таки походження й інший масштабний чинник, що додавав напруження у міжнародні відносини з кінця 50-х до кінця 70-х років, — маоізм.
Відповідно до своєї природи «комуністичний світ» неодноразово виявляв і свою «внутрішньовидову» аґресивність. Її безпосередньо відчули на собі Юґославія, Угорщина, Польща, Чехословаччина. Експорт комуністичної ідеології, разом з експортом зброї, різними формами військової присутності вилилися у не завжди схожі, але однаково трагічні і поєднані певною внутрішньою логікою події у Кампучії, Афґаністані, Анґолі, Мозамбіку, Ємені, Нікараґуа, на Африканському Розі та в інших районах. Ґлобальна стратегія Москви надавала додаткової гостроти та ідеологічного забарвлення національно-визвольній, а пізніше внутріполітичній боротьбі у країнах «третього світу» і навіть певним чином, за рахунок підтримки лівих сил, деформувала політичні процеси у західних державах.
Глибокі якісні відмінності, очевидна несиметричність векторів, надто ж методів дій та ролей двох центрів сили протягом останніх десятиліть спотворювали світовий геополітичний простір. У сучасних умовах це детермінує складність, багатоаспектність і недостатню визначеність процесів посткомуністичної трансформації світової системи міжнародних відносин. Йдеться не просто про реструктурацію зв’язків, а про внутрішню еволюцію десятків країн, про суттєві зміни на політичній мапі Центральної та Східної Європи, у Середній Азії та Закавказзі, і на цих засадах — про принципову зміну змісту й спрямованості зовнішньої політики країн цього великого реґіону. Помітно змінилися якісні характеристики та баланси усього світового політичного і економічного просторів, що змушує до геополітичних переорієнтацій і найбільш стабільних та успішних суб’єктів міжнародних відносин, спонукає їх до пошуку нових орієнтирів та цілей.

### Німецька
Німецька школа геополітики підкреслювала роль географічних чинників у політичному розвитку. Німецькі геополітики сформулювали три важливі ідеї:
- ідея держави-організму, запропонована Ф. Ратцелем: держава народжується і розвивається подібно організму, природним чином прагнучи до територіального розширення;
- сформульована Р. Челленом (одним з перших ідеологів створення німецької наддержави) ідея державної самодостатності, як непорушного закону успішного функціонування державного організму;
- ідея надрегіонів, яку висунув К. Хаусхофер.

Всі німецькі геополітики прагнули обґрунтувати претензії Німеччини на статус головної «континентальної» сили, що йде на зміну Великій Британії. Таким чином, кінцевою метою німецької школи, так само як і англо-американської, було визначення умов, при яких Німеччина могла б встановити панування над Європою, а потім і світом. Її головним представником був Карл Хаусхофер, видавець журналу «Zeitschrift fur Geopolitik» і автор безлічі монографій і статей. Він розвивав концепцію «життєвого простору», запропоновану Ратцелем, стосовно міжвоєнної Німеччини, усічені кордони якої представлялися йому неприродними і спотворювали національне життя німців. Достатнім простором для Німеччини могла б стати «Середня Європа» (Mitteleuropa), концепція якої була запропонована Ратцелем. Хаусхофер, розширюючи зону геополітичних претензій Німеччини, висунув ідею «панрегіонів» — великих просторів, на які світ розділений по «меридіональному» принципом, з центром кожного регіону в Північній півкулі і периферією в Південному. Спершу Хаусхофер виділяв три панрегіона — Америка з центром в США, Європа-Близький Схід-Африка з центром в Німеччині, Східна Азія і Тихоокеанський регіон з центром у Японії, пізніше він «виділив» і зону для Росії — Російська рівнина і Сибір, Персія і Індія. Підлаштовуючись під потреби зовнішньої політики нацистів, Хаусхофер перейшов до концепції «континентального блоку» між Німеччиною, СРСР і Японією проти морських держав. Цей блок повинен був забезпечити посилення Німеччини в протистоянні з Англією як головним ворогом.
Втілюючи претензії на гегемонію, в ході війни Німеччина на час встановила майже повний контроль над Європою. За винятком територій своїх союзників по Осі і Великої Британії, інші країни стали або фактичними колоніями, або маріонетковими державами-сателітами. Німецька геополітика, яка надавала виправдання нацистській військовій експансії, була практично розгромлена після війни під гаслом денацифікації. Карл Хаусхофер опинився у в'язниці і наклав на себе руки.
Продовжувачем німецької геополітичної школи, але вже без мілітаристської складової, виступив інтелектуальний рух європейських «нових правих», на який сильний вплив мав філософ і правознавець Карл Шмітт, який написав ряд есе, присвячених «номоса землі» — принципу, що інтегрує територіальну геополітичну організацію простору і особливості його державного устрою, правової системи, соціального і духовного складу. Шмітт протиставляє «традиційне», військове, імперське й етичне улаштування «номоса землі», символом якого є Будинок, і «модернистське», торгове, демократичне і утилітаристське улаштування «номоса моря», символом якого є Корабель. Таким чином, геополітична опозиція Моря і Суші виводиться на рівень історіософського узагальнення. Сучасні антиамериканськи налаштовані «нові праві» — Жан Тіріар, Ален Бенуа, Роберт Стьокерс і ін. — розвивають ці ідеї Шмітта, протиставляючи глобалістському американському «морському» порядку ідею євразійського континентального порядку, заснованого на Росії і Євросоюзі, головною силою якого є Німеччина.

### Японська
Японія протягом століть залишалася країною зі слабкою єдиною державністю. Однак японська геополітика мала короткотерміновий період різкого розвитку і практичного прояву під час Другої світової війни. Як і нацистська Німеччина та Радянський Союз, в ході війни мілітаристська Японія зробила спробу стати новою наддержавою. Японія на певний період здобула військово-морський флот, сумірний за потужністю з американським Тихоокеанським флотом, мала численні фактичні колонії в Азії (в тому числі найбільшу країну — Китай), а також мала узгоджені зі своїм європейським союзником Німеччиною плани експансії на територію СРСР, в Австралію і при сприятливому збігу обставин — в Індію. Теоретично і формально претензії Японії були оформлені у вигляді Великої азійської сфери сопроцвітання, до якої увійшли всі знайдені японські колонії і маріонеткові держави-сателіти. В ході війни Японська імперія була розгромлена, було проведено серйозні заходи щодо подолання тоталітарного спадку, а опісля — зосередилася на меті стати однією з найпотужніших економічних і науково-технологічних держав планети, яка була успішно досягнута.

### Англійська
Британська геополітична школа, до її маргіналізації після втрати Британією статусу імперії, запропонувала глобальну геополітичну концепцію. Її сформулював у 1904 році в роботі «Географічна вісь історії» англійський географ і політик Хелфорд Маккіндер. Згодом концепція Маккіндера змінювалася під впливом подій світових воєн в роботах «Демократичні ідеали та реальність» (1919) і «Завершеність Земної кулі і набуття світу» (1943). Маккіндер виходив з уявлення про світ як про географічне і політичне цілому, в якому, особливо після «колумбової ери» Великих географічних відкриттів і глобального розширення Європи, ключовим є протистояння сухопутних і морських держав.
Маккіндер виділяє дві макрогеографічні зони планети — океанічну півкулю (Західну півкулю і Британські острови) і континентальну півкулю, або Світовий Острів, — Євразію і Африку, які є основною зоною розселення людства. Центральною зоною Світового Острова є Гартленд — зона, яка практично недоступна для морського проникнення (Російська рівнина, Західний Сибір і Середня Азія). Гартленд є джерелом зосередження «континентальної сили», яка здатна керувати всім Світовим Островом, захоплюючи контроль над внутрішнім півмісяцем — районами Острова, що доступні морському вторгненню і є одночасно і захисним буфером Хартленда, і об'єктом експансії морських держав.
Найбільш морські держави спираються на зовнішній півмісяць, що включає в себе Америку, Британію, Японію і Південну Африку. Розташована в Хартленді практично невразлива «серединна держава» є міцною, але маломобільною структурою, навколо якої відбувається більш жвавий політичний «колообіг» країн внутрішнього і зовнішнього півмісяців. У подальших модифікаціях теорії Маккіндера зберігався мотив побоювання загрози морським державам, яку представляє собою держава Хартленда, зазвичай асоційоване з Росією. Тому Маккіндер вибудовував концепцію глобального домінування, в якій контроль над Хартлендом забезпечує безумовну геополітичну перевагу будь-якій державі. У західній геополітиці розробка теми обмеження експансії з Хартленда і встановлення контролю над ним займає величезне місце, перш за все, в розробках американської геополітичної школи.
У роки Другої світової війни британські геополітики першими ввели поняття наддержави, однак самої Британської імперії, яка постраждала у війні і яка втратила колонії після неї, стати такою не судилося. Хоча Британія є членом у військово-політичному блоці НАТО, її ставлення до геополітичної концепції і практики «Єдиної Європи» стримане — вона увійшла до Європейського союзу, але не вважала за можливе прийняти його конституцію і єдину валюту євро.

### Американська
Американська геополітична школа сформувалася під впливом ідей військово-морського історика адмірала Альфреда Мехена. У роботах «Вплив морської сили на історію (1660—1783)» і «Зацікавленість Америки в морській силі» Мехен висунув концепцію «морської сили» як фактора, що забезпечує безумовну геополітичну перевагу. Саме забезпеченість країни морськими базами і торговим флотом, а також міць військового флоту роблять її великою державою, вирішальною долі світу, а морська цивілізація забезпечує більш сприятливі умови для розвитку. Бачачи в історії протистояння морських і сухопутних держав, Мехен запропонував використання в ролі глобальної геополітичної стратегії «принципу Анаконди» — придушення супротивника шляхом морської блокади його стратегічних об'єктів.
У концепції Ніколаса Спайкмена були об'єднані ідеї Мехена і Маккіндера. Розробляючи геополітику в рамках концепції стратегічної безпеки США, він висунув принцип «інтегрованого контролю над територією», який повинен здійснюватися Америкою по всьому світу з метою недопущення посилення геополітичних конкурентів. Дотримуючись ідеї протистояння моря і суші (СРСР і Америки), Спайкмен, однак, вважав геополітичною віссю миру не нерухомий Хартленд, а зону протистояння Римленд — прикордонну зону Суші і Моря, що тягнеться уздовж кордонів Хартленда через Європу, Близький і Середній Схід, Індію та Китай. Держава Хартленда здійснює тиск на цю зону, намагаючись об'єднати її під своїм контролем, в той час як США повинні здійснювати політику стримування і «удушення» континентальної держави, насичуючи Римленд своїми військовими базами і створюючи там військово-політичні союзи. Концепція Спікмена вплинула на принципи американської зовнішньої політики і особливо стратегії в холодній війні, перш за все у 1950—1960 роках (доктрина Трумена і т. д.).
Після Другої світової війни не отримавши руйнування і інші серйозні втрати і, навпаки, маючи зміцнену економіку і науку, США стали першою наддержавою планети, а також очолили найбільший військово-політичний блок НАТО. Розвиток міжконтинентальних балістичних ракет і вихід СРСР з «кільця оточення», завоювання ним позицій на Кубі, в Африці і т. д. привели до переінтерпретації американської геополітичної концепції в дусі принципів «динамічного стримування», здійснюваного на всьому геополітичному полі, а зростання могутності країн третього світу привело до поступової відмови від жорсткого дуалізму в американській зовнішній політиці.
Під впливом ідей Саула Коена розвинулася концепція регіональної геополітики, заснованої на ієрархічному принципі. Він виділяв чотири геополітичних ієрархічних рівня:
- геостратегічні сфери — Морська та Євразійська, що мали першорядне значення для колишньої геополітики;
- геополітичні регіони — порівняно однорідні і мають свою специфіку частини геополітичних сфер (Східна Європа, Південна Азія тощо);
- великі держави — Росія, США, Китай, Японія і інтегрована Європа, що мають свої ключові території;
- нові держави — ввійшли в силу порівняно недавно країни третього світу, такі як Іран, і не роблять ще вирішального впливу на глобальний геополітичний порядок.

Розпад СРСР і припинення жорсткого протистояння Суші і Моря привели до дестабілізації світової системи і її регіоналізації. У регіонах йде інтеграція, і вони поступово стають провідним геополітичним рівнем, формуючи багатополярний світ. Однак цей багатополярний світ все більше розшаровується за рівнями розвитку, для диференціації яких Коен запропонував використовувати поняття ентропії — ступеня хаосу, невизначеності. До регіонів з низьким рівнем ентропії відносять країни Заходу і частково Гартленд і Середній Схід; регіони з високим рівнем ентропії — Африка та Латинська Америка. За Коеном, саме низькоентропійні формують світовий геополітичний баланс, а високоентропійні виступають як постійне джерело проблем і нестабільності.
Концепція Коена дає дві можливості для свого подальшого розвитку.
- Ідея домінування низькоентропійних країн веде до формування концепції однополярного світу, центрами якого виступають США, Європа і Японія як три сили, які мають однакову політичну систему, високорозвинену економіку і інтереси, що виключають їх війну один проти одного. Айр Страус висунув концепцію глобального уніполя, заснованого на співпраці та спільних демократичних цінностях. На думку Страуса, міцність цього уніполя залежить від входження в нього Росії, без якої база для глобального уніполярного лідерства стає обмеженою. Для геополітиків цього напрямку характерна ідея довготривалості сформованого після закінчення холодної війни геополітичного порядку, ідея «кінця історії», запропонованого Френсісом Фукуямою.
- Інший напрямок пов'язаний з ростом «оборонної свідомості» в США і констатацією того факту, що регіоналізація веде до втрати геополітичного домінування США. Яскраве вираження це знайшло в концепції зіткнення цивілізацій Семюеля Хантінгтона. На його думку, для теперішнього часу характерна тенденція до десекуляризації — повернення до релігійної ідентичності великих регіонів, а значить, провідну роль відтепер відіграють локальні цивілізації, що протистоять глобальній цивілізації Заходу. Ілюстрацією цієї концепції є зростання ісламського фундаменталізму. У цих умовах Заходу доведеться докласти більших зусиль для збереження свого домінування в протистоянні відразу декільком конкуруючим цивілізаційним центрам.

Практично американські геополітики змушені враховувати нові реалії. США виявляють стримане ставлення до Євросоюзу, який потенційно наближається до статусу конфедерації, вважається, що формується потенційна наддержава і має єдину валюту євро, яка вже жорстко конкурує з доларом, раніше єдиною світовою валютою. У зв'язку з тим, що з початку XXI століття Китай де-факто наблизився до статусу наддержави, геополітики США стали приділяти йому підвищену увагу. У 2010 році вустами американського істеблішменту була озвучена адресована китайському керівництву ідея оформлення із США і Китаю «Великої двійки» наддержав (G2), проте Китай поки залишився вірним концепції багатополярного світу і відхилив цю пропозицію, розглядаючи в ньому перш за все засіб розподілу відповідальності за домінуючу американську зовнішньополітичну діяльність, з якою часто не згоден.
Поширення нових технологій комунікацій також відбилося на геополітичних підходах. Головний редактор журналу «Геополітика» Леонід Савін запропонував термін «кібергеополітика» для опису нової сфери політичної активності і особливостей географічної локалізації цього транскордонного феномена. В одній зі статей на цю тему Леонід Савін пише, що неологізм кібергеополітика потрібно розуміти «одночасно як нову дисципліну, що вивчає те, що відбувається за допомогою інтерфейсу людина-машина в контексті політики та географії, включаючи, але не обмежуючись, інтерактивною взаємодією соціальних мереж, віртуальним простором, дипломатією web. 2.0, так і поточну діяльність, що зачіпає і включає в себе принципи зворотнього зв'язку в соціальному, політичному і військовому секторах, і де імперативом є встановлення і розповсюдження влади, нехай і більш витонченим способом».

## Представники
- Американська:
  - Альфред Тайер Мехен
  - Елсуорт Гантінгтон
  - Ніколас Спайкмен
  - Збігнєв Бжезінський
  - Семюел Гантінгтон
  - Філіп Ейджі
  - Джордж Фрідман
  - Вільям Енгдаль
- Британська:
  - Гелфорд Маккіндер
- Німецька:
  - Карл Гаусгофер
  - Фрідріх Ратцель
  - Карл Шмітт
- Російська:
  - Микола Мироненко
  - Микола Данилевський
  - Костянтин Леонтьєв
  - Лев Мечников
  - Сергій Южаков
  - Володимир Ламанський
  - Володимир Дергачов
  - Олексій Вандам
  - Веніамін Семенов-Тян-Шанський
  - Георгій Плеханов
  - Петро Савицький
  - Вадим Цимбурський
  - Олексій Нарочницький
  - Олександр Дугін
  - Леонід Івашов
  - Леонід Решетніков
  - Микола Бердяєв
  - Наталія Нарочницька
- Французька:
  - Олександр Дель Валь
  - Відаль де ля Блаш
  - Ів Лакост
  - Емерік Шопрад

## Критика
У СРСР геополітика довгий час розглядалась як ідеологічне підґрунтя «агресивної зовнішньої політики імперіалізму», що виправдовувала територіальну експансію «імперіалістичних держав».
Російський вчений Андрій Зубов вважає, що ніякої геополітики як науки не існує, бо народи і країни самостійно обирають тих, з ким їм вигідно співпрацювати.